# 1643 w muzyce
Wydarzenia muzyczne w 1643 roku.

## Prace z zakresu teorii muzyki
- Marco Scacchi – Cribrum musicum

## Dzieła operowe
- Claudio Monteverdi – Koronacja Poppei
- Francesco Cavalli – L’Egisto

## Urodzili się
Data dzienna nieznana
- grudzień – Johann Adam Reincken, niemiecko-holenderski kompozytor i organista (zm. 1722)
- Marc-Antoine Charpentier, francuski kompozytor (zm. 1704)

## Zmarli
- 1 marca – Girolamo Frescobaldi, włoski kompozytor przełomu renesansu i baroku (ur. 1583)
- 20 kwietnia – Christoph Demantius, niemiecki kompozytor i teoretyk muzyki (ur. 1567)
- 29 listopada – Claudio Monteverdi, włoski kompozytor operowy (ur. 1567)
- 8 grudnia – Antoine Boësset, francuski kompozytor okresu baroku (ur. 1586)